# Dr. James Wilson
Dokter James Evan Wilson is een personage in het medische drama House. Hij wordt gespeeld door Robert Sean Leonard.
Het personage werd geïntroduceerd in de pilot waar hij een medisch dossier voorlegt aan Gregory House, het hoofdpersonage uit de serie. Hij is de enige echte vriend die House heeft en staat hem vaak bij met raad. Wilson is hoofd van de afdeling Oncologie in het Princeton-Plainsboro Teaching Hospital.

## Biografie
De pilot laat zien dat Wilson Joods is. Een andere verwijzing naar zijn geloof is te vinden in het feit dat hij House uitnodigt voor een Chanoeka-diner. In de aflevering Histories wordt onthuld dat Wilson twee broers heeft. Eentje is dakloos, Wilson heeft hem in geen negen jaar gezien.
Wilson is in de aflevering House vs. God te zien in een shirt van de McGill University. Twee diploma's aan zijn muur laten zien dat hij ook aan de University of Pennsylvania verbonden is geweest. In een promotionele foto voor het vierde seizoen zijn de diploma's duidelijk te zien. Hij heeft daar ook een diploma van de Columbia University "School voor oncologie".
Wilson heeft een geschiedenis van drie op de klippen gelopen relaties. Het derde seizoen laat zijn tweede vrouw zien, Bonnie. Zijn derde huwelijk vindt plaats tijdens het eerste en tweede seizoen. De relatie eindigt zodra hij erachter komt dat ze vreemdgaat. Echter, hij is zelf ook niet vrij te pleiten omdat hij aangeeft "iemand" te kennen die hem een fijn gevoel geeft, wat hij niet op wil geven. Aan het einde van het 4e seizoen heeft hij een relatie met Amber, een arts die als laatste is afgewezen voor het team van House, alles gaat goed met het stelletje maar Amber krijgt in de aflevering House's head een ongeluk met een bus in de daarop volgende aflevering Wilson's heart overlijdt Amber en is Wilson weer alleen.
Na het eindigen van zijn derde huwelijk trekt hij tijdelijk bij House in. In de aflevering Safe vertelt House aan Wilson waarom hij nog niet naar een nieuw appartement op zoek is: "Zodra je nog hier bent, is het een ruzie. Zodra je op jezelf gaat, is het een scheiding." Een paar afleveringen later meldt hij House dat hij een eigen appartement heeft gevonden en vertrekt hij, ondanks de pogingen van House om hem te laten blijven.
Wilson kent House al van voor het infarct, dat vijf jaar voor de start van de serie plaatsvond. Ook toen House zijn relatie met Stacy eindigde heeft Wilson hem gesteund.

## Personage
House verwees ooit naar Wilson als "een vriend van me die mensen 'bedankt' kan laten zeggen als ze te horen krijgen dat ze gaan overlijden". Wilson gebruikt zijn goede omgang met patiënten vaak om een patiënt van House te overtuigen om een behandeling toe te staan.
Na Wilson drie huwelijken op de klippen heeft zien lopen moet hij dit volgens House "goedmaken" door kwetsbare vrouwen met grote zorg te behandelen. Echter wanneer ze langer bij hem lopen verspringt zijn aandacht en gaat hij verder. Op een date met Dr. Lisa Cuddy gaat Wilson de vraag of hij kinderen wil uit de weg.
Wilson heeft de carrière van House meerdere malen gered. Wanneer Edward Vogler een voorstel doet in de raad van bestuur van het ziekenhuis om House naar huis te sturen in de aflevering Babies & Bathwater is Wilson de enige die tegen stemt. Als reactie laat Vogler stemmen over het ook naar huis sturen van Wilson. Lisa Cuddy weet de overige leden vervolgens te overtuigen van de slechte bedoelingen van Vogler en stuurt hem met meerderheid van stemmen naar huis.
Wilson probeert om House van de drugs af te helpen, met minimaal succes. Na het aannemen van een weddenschap over House zijn verslaving aan Vicodin, geeft House toe verslaafd te zijn, maar geeft aan dat dit geen invloed heeft op zijn werk. Wanneer detective Michael Tritter dreigt om House in de gevangenis te gooien vanwege zijn verslaving, probeert Wilson House ervan te overtuigen naar een ontwenningskliniek te gaan. House wordt van zijn vicodin gehaald, slaat Dr. Robert Chase, beledigt Dr. Lisa Cuddy en stelt de verkeerde diagnose bij een kind.
In de aflevering Resignation wordt onthuld dat Wilson depressief is en medicijnen neemt om dat tegen te gaan.

## Concept en creatie
Robert Sean Leonard was in eerste instantie niet geïnteresseerd in de rol van James Wilson. Leonard dacht dat hij de rol kreeg aangeboden omdat hij Bryan Singer in het verleden had ontmoet en hem financieel uit de brand had geholpen bij het maken van een nieuwe serie. Leonard is tevreden met de grootte van zijn rol en wil zijn personage graag zo houden.
Volgens producer Katie Jacobs proberen zowel Wilson als House zich te verstoppen voor een volwassen relatie, wat de twee dichter bij elkaar brengt. Het grootste verschil tussen de twee personages is volgens haar dat Wilson mensen wil plezieren en House die eigenschap niet heeft.
Leonard heeft gezegd dat Wilson een van de weinige personages is die vrijwillig een band onderhoudt met House, omdat ze niet voor elkaar werken en dus Wilson "niks te verliezen" heeft. Zijn personage is ook een van de weinige die House aan het lachen kan maken. Volgens Katie Jacobs is het intrekken van Wilson bij House na het mislukken van zijn relatie een teken van "emotioneel schuilen" bij zijn vriend.